# 松平庸直
松平 庸直（まつだいら やすなお）は、江戸時代前期の大名。諱は康直とも。信濃国松本藩主、播磨国明石藩の初代藩主。官位は従五位下・佐渡守、丹波守。戸田松平家2代。

## 略歴
戸田氏嫡流である松平康長の三男として上野国高崎城にて誕生した。兄・忠光の早世により嫡子となる。
寛永9年（1632年）12月に父が没したため家督を相続する。
寛永10年（1633年）4月、播磨明石に移封される。しかしその翌年、江戸から上洛途中の東海道鈴鹿関にて18歳で没した。嗣子が無かったため、甥で養子の光重が跡を継いだ。

## 系譜
父母
- 松平康長（父）
- 栗山氏 ー 側室（母）

養子、養女
- 松平光重 ー 松平忠光の長男
- 二の丸殿 ー 松平忠光の娘、前田利意正室、離縁後に二の丸殿と呼ばれる